# Alastor globosus
Alastor globosus är en stekelart som beskrevs av Giordani Soika 1934. Alastor globosus ingår i släktet Alastor och familjen Eumenidae. Inga underarter finns listade i Catalogue of Life.